# Outreau
Outreau là một xã trong tại tỉnh Pas-de-Calais trong vùng Hauts-de-France của Pháp.
Outreua là một xã công nghiệp ở phía tây Boulogne, trên tuyến đường N1, N142 và D19. Sông Liane tạo thành biên giới phía đông của xã này với Boulogne. 

## Dân số
| 1962                                                              | 1968   | 1975   | 1982   | 1990   | 1999   | 2006   |
| ----------------------------------------------------------------- | ------ | ------ | ------ | ------ | ------ | ------ |
| 13,548                                                            | 13,735 | 14,731 | 14,590 | 15,279 | 15,222 | 14,650 |
| Số liệu điều tra dân số tính từ năm 1962, dân số chỉ tính một lần |        |        |        |        |        |        |

## Địa điểm nổi bật
- Nhà thờ St.Wandrille, thế kỷ 19.